# Boarmia flavimedia
Boarmia flavimedia là một loài bướm đêm trong họ Geometridae.